# Фолькстеатр
48°12′19″ пн. ш. 16°21′25″ сх. д. / 48.205167° пн. ш. 16.357° сх. д.

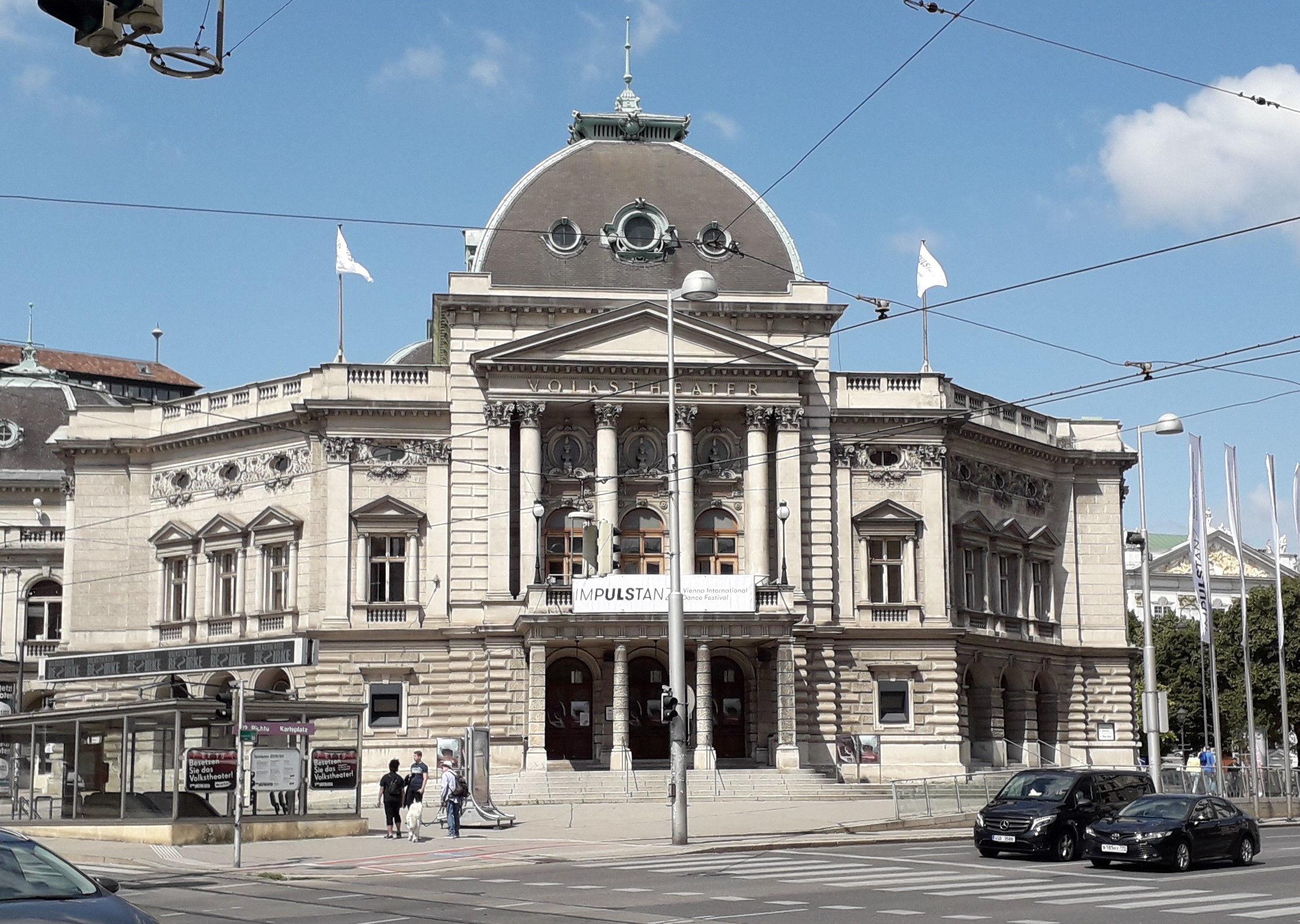
Фолькстеатр у Відні, 2019 рік.

Фолькстеатр, Народний театр (нім. Volkstheater) — будівля віденського театру.
Розташована в історичному міському районі Нойбау, Відень, Австрія (Deutsches Volkstheater; 7., Arthur-Schnitzler-Platz 1; bis 2016 Adresse Neustiftgasse 1, Burggasse 2, Museumstraße 2A).
Побудовано в 1887–1889 рр. для театру, який був зруйнований пожежею, й відбудова якого на старому місці унеможливлювалася новим законом, згідно з яким театральні будівлі мали розташовуватися на відкритому місці. Архітектурний проєкт Фолькстеатру розроблено в стилі неоренесансу архітекторами Фердинандом Фельнером і Германом Гельмером.
За проєктами творчого й підприємницького союзу Ф. Фельнера та Г.Гельмера, силами заснованого ними архітектурного бюро “Fellner & Helmer”, було побудовано близько пів сотні відомих театральних будівель у Центрально-Східній Європі в 1870–1910-ті роки. Серед них, зокрема, будівлі Одеського національного академічного театру опери та балету (1884–1887 рр., відтоді ця будівля кілька разів реконструювалася, модернізувалася) та Чернівецького академічного обласного українського музично-драматичного театру імені Ольги Кобилянської (1904–1905 рр.).
У 1907–1908 рр. до Фолькстеатру було зроблено прибудову, а в 1939 р. спрощено фасад. Під час Другої світової війни купол театру зазнав руйнувань. У 1980–1981 рр. проведено великі ремонтні роботи, відбудовано купол, реконструйовано інтер’єр. 
У 2019–2020 рр. будівлю театру капітально відремонтовано, з використанням деяких планів із проєкту 1880-х рр., але з упровадженням численних сучасних технологій, насамперед протипожежних.